# Horeca in Nederland

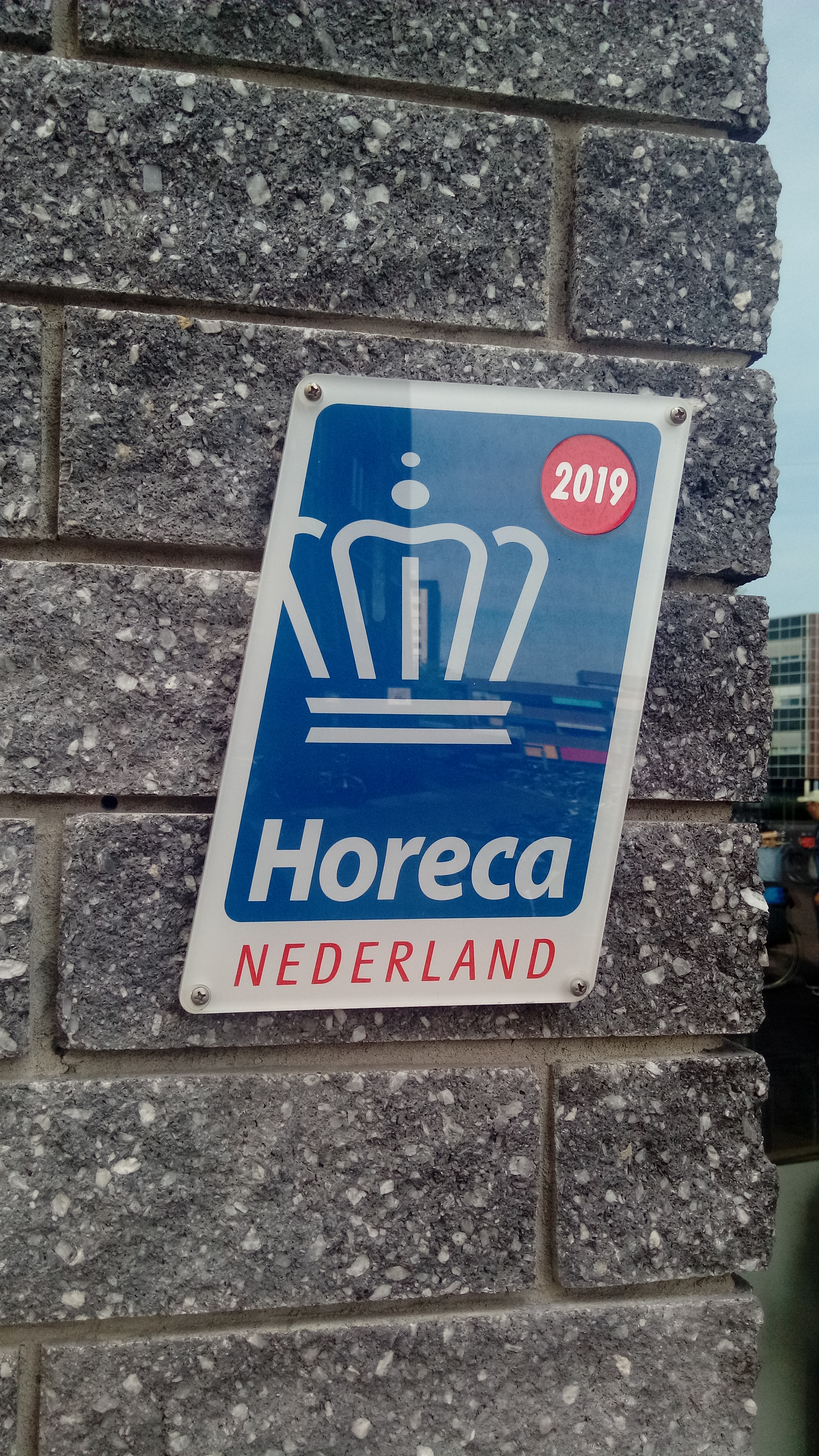
Een bord van de Koninklijke Horeca Nederland, gebruikt door een aangesloten bedrijf.

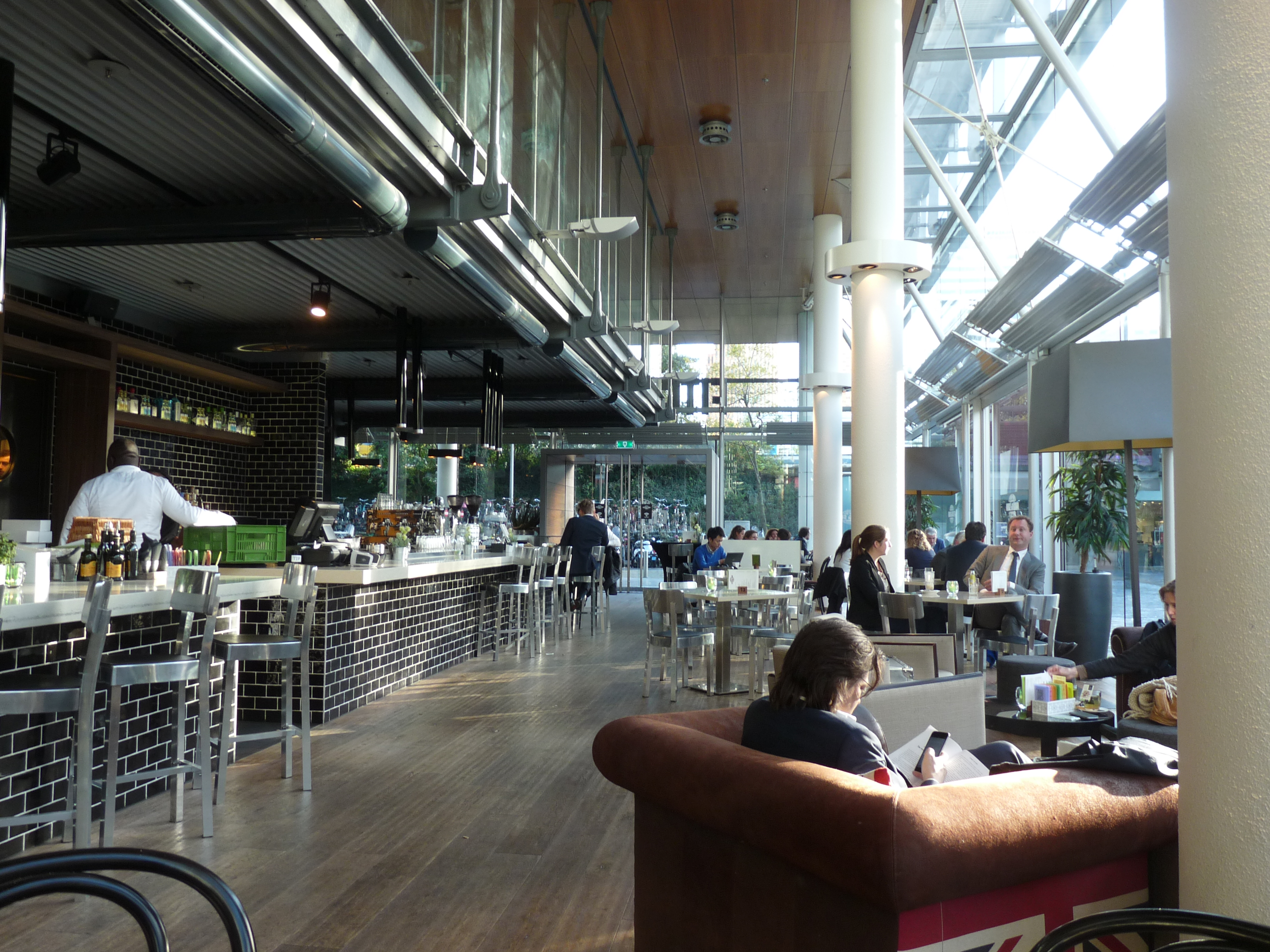
Voorbeeld van een horeca-interieur.

Horeca is in het Nederlandse bestemmingsplan een officiële bestemming, dat wil zeggen een door de wet toegestane uitoefening van activiteit in de aangewezen ruimte, waarvoor een horecavergunning vereist is. Het bestemmingsplan maakt onderscheid tussen 5 verschillende categorieën horeca met elk hun verstrekkende bevoegdheid in exploitatie:
- Horeca 1: Fastservice, waaronder cafetaria's, snackbars, hamburgerrestaurants, commercieel geëxploiteerde school- en sportkantines en bedrijfsrestaurants, automatieken, strandpaviljoens, pizzeria's, pizza-afhaal- en bezorgbedrijven, pannenkoekenrestaurants, tearooms, koffiezaken, verkooppunten bij benzine- en treinstations, ijssalons, broodjeszaken, bake-offbedrijven en lunchrooms
- Horeca 2: nachtzalen, zalenverhuur, dancings, discotheek, nachtcafés en sociëteiten
- Horeca 3: cafés, bars, eetcafés
- Horeca 4: restaurants, koffiehuizen, lunchrooms, ijssalons
- Horeca 5: hotels

Soms wordt de bestemming horeca ook ondergebracht bij 'Gemengde Doeleinden'.
Volgens de Nederlandse Alcoholwet mag alleen een horecabedrijf alcoholische drank voor consumptie ter plaatse aanbieden.

## Bedrijfschap Horeca
Bedrijfschap Horeca en Catering was het kennis- en informatiecentrum voor de bedrijfstak horeca in Nederland. De belangrijkste activiteit was het op de voet volgen van de ontwikkelingen in de branche en de omgeving. Een andere belangrijke activiteit was het stimuleren van de kwaliteit van de branche door het ontwikkelen van producten en diensten om de bedrijfsvoering van ondernemingen te verbeteren en te vergemakkelijken. Eind 2014 hield het bedrijfschap in de huidige vorm op te bestaan.

## Stichting Vakbekwaamheid Horeca
De Stichting Vakbekwaamheid Horeca (tot 29 september 2008 opererend onder de naam Horeca Branche Instituut) is in Nederland het uitvoeringsorgaan van sociale partners in de horeca op het terrein van werk en scholing. De Stichting Vakbekwaamheid Horeca levert producten en diensten aan ondernemers en (toekomstige) werknemers in de horeca. In mei 2013 maakte Koninklijke Horeca Nederland (KHN) bekend zich terug te trekken uit de organisatie met ingang van 1 januari 2014.

## Werkgeversorganisaties
Er zijn enkele landelijke organisaties voor bedrijven uit de horecabranche, waaronder de Vereniging Chinese Horeca Ondernemers. Alleen de Koninklijke Horeca Nederland en het Nederlands Horecagilde hebben namens haar leden een cao gesloten met een of meerdere vakorganisaties.

### Koninklijke Horeca Nederland
Koninklijke Horeca Nederland, opgericht in 1883, is de grootste  ondernemersorganisatie in Nederland in de horecabranche, met aanvang 2025 18.000 leden met meer dan een half miljoen werknemers. De organisatie tracht een zo goed mogelijk ondernemersklimaat voor de horecaondernemer te creëren. Zij behartigt zowel individuele als collectieve belangen. Koninklijke Horeca Nederland is gesprekspartner voor overheden op lokaal, regionaal, sectoraal en landelijk niveau.
Sedert januari 2023 is er op Curaçao een afdeling van Koninklijke Horeca Nederland, die de Curaçaose horecaondernemers bijstaat.

### Nederlands Horeca Gilde
Het Nederlands Horeca Gilde (NHG) is een vereniging van horeca-ondernemers uit het midden- en kleinbedrijf. Het NHG is opgericht in 1994 en het aantal leden in 2025 bedraagt naar eigen zeggen circa vijfhonderd. Leden van NHG kunnen gebruikmaken van diensten van de bedrijfsadviseur van NHG.

## Vakbonden

### FNV Horecabond
FNV Horecabond is de grootste organisatie van werknemers in de Nederlandse horeca, recreatie en catering. De belangrijkste activiteiten van FNV zijn: (individuele) rechtshulp bij arbeidsconflicten, afsluiten van de cao’s en controle op de naleving ervan, medezeggenschap in bedrijven stimuleren, het verbeteren van de arbeidsomstandigheden. Onderdeel van FNV Horecabond zijn FNV Horeca, FNV Catering en FNV Recreatie. In mei 2013 heeft FNV Horecabond zich als zelfstandige bond met twee sectoren (Horeca en Catering/recreatie) aangesloten bij de vernieuwde FNV-vereniging.

### CNV Horeca
CNV Horeca biedt steun en informatie op het gebied van werk en inkomen. Het CNV biedt diverse cursussen aan, rechtshulp, financieel advies of ondersteuning bij het invullen van de belasting.

### De Unie
De Unie is een onafhankelijke vakorganisatie die werkt met professionals die individueel maatwerk leveren.

## Cao
In april 2014 was de situatie dat er drie verschillende "pakketten" van arbeidsvoorwaarden golden. Koninklijke Horeca Nederland (KHN) had met de verschillende bonden (FNV Horeca, CNV vakmensen en De Unie) een cao gesloten maar deze was niet algemeen verbindend verklaard en dus alleen geldend voor leden van KHN met meer dan 50% loonsom. Vanaf april 2014 adviseert KHN de leden het KHN-model Arbeidsvoorwaardenreglement (update 2017) te volgen. Voor leden van NHG geldt de cao die door deze werkgeversorganisatie is gesloten met ABGP. Arbeidsvoorwaarden bij horecaondernemers die niet bij NHG of KHN zijn aangesloten worden uitsluitend getoetst aan bepalingen in het Burgerlijk Wetboek.

## Beroepsverenigingen
- Gastvrijheidsgilde
- Koksgilde